# Imane Merga
Imane Merga (Etiopía, 15 de octubre de 1988) es un atleta etíope, especialista en la prueba de 10000 m, con la que llegó a ser medallista de bronce mundial en 2011.

## Carrera deportiva
En el Mundial de Daegu 2011 gana la medalla de bronce en la carrera de 10000 metros, con una marca de 27:19.14, tras su compatriota el también etíope Ibrahim Jeilan y el británico Mo Farah.